# Нина Матејић
Нина Матејић (8. фебруар 2005, Велика Плана) српска је фудбалерка на позицији нападача, игра за клуб женске Супер лиге Србије ЖФК Црвена звезда и женску фудбалску репрезентацију Србије.
Нину је као омладинку скаутовао минхенски Бајерн. Придружила се ЖФК Пожаревцу у Женској Супер лиги Србије 2020. године, а проглашена је за „Играчицу полусезоне“ у јануару 2021. након што је постигла 11 од 16 лигашких голова свог тима. У лето 2022. придружила се ЖФК Црвена звезда.
Први пут је позвана у сениорску женску фудбалску репрезентацију Србије за Куп Турске 2021.
Постигла је гол после три минута на првој квалификационој утакмици за Светско првенство у фудбалу за жене 2023. против Немачке у Кемницу 21. септембра 2021. године, али је Србија поражена резултатом 5–1.
Дана 20. децембра 2024. године Нина Матејић добила је награду "Златну лопту" од ФСС у категорији најбоље играчице.

## Међународни голови
| Не. | Датум               | Место одржавања      | Противник   | Голови | Резултат | Конкуренција                                               |
| --- | ------------------- | -------------------- | ----------- | ------ | -------- | ---------------------------------------------------------- |
| 1.  | 21. септембар 2021. | Кемниц, Немачка      | Немачка     | 1 –0   | 1–5      | Квалификације за Светско првенство у фудбалу за жене 2023. |
| 2.  | 21. октобар 2021.   | Сетубал, Португалија | Португалија | 1 –1   | 1–2      | Квалификације за Светско првенство у фудбалу за жене 2023. |
| 3.  | 6. септембар 2022.  | Нес Зиона, Израел    | Израел      | 2 –0   | 2–0      | Квалификације за Светско првенство у фудбалу за жене 2023. |
| 4.  | 4. јуна 2024.       | Трнава, Словачка     | Словачка    | 4 –0   | 4–0      | УЕФА квалификације за Европско првенство 2025. за жене     |